# 蓝瑛
《外师造化》巴黎私人收藏珍品，重要文物.

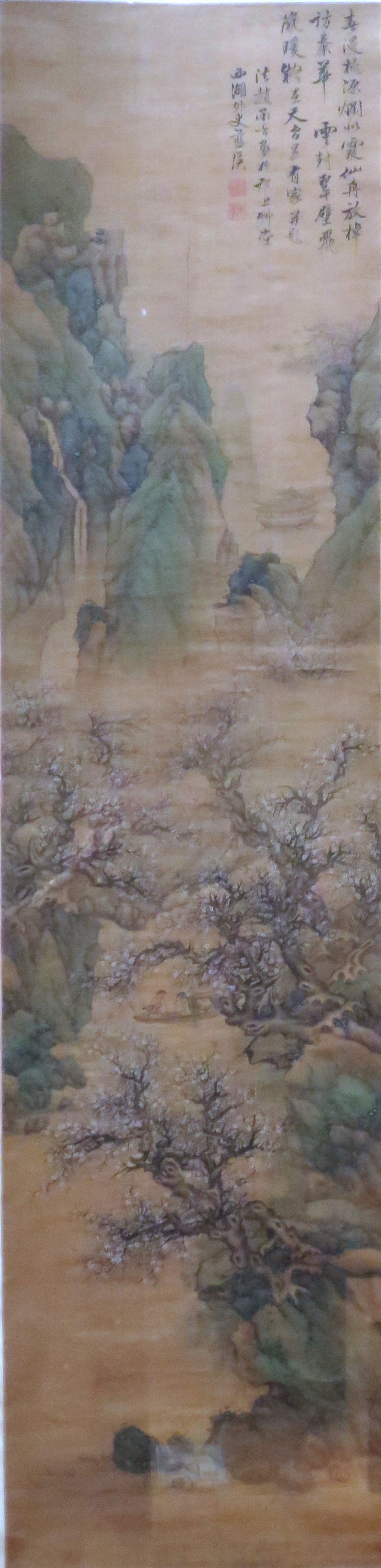
桃花源，檀香山艺术学院

蓝瑛（1585年—1666年），字田叔，号蜨叟、石头陀、西湖外民、西湖外史、东郭老农等。钱塘（今浙江杭州）人。明末清初中国画家。
蓝瑛一生以绘画为职业，为了丰富了创作内容，曾云游南北四方，饱览名胜古迹。对明末清初之绘画有较大影响，被后人称为“武林派”，或认为他是浙派画家，称其为浙派殿军。明末同时和稍后的如陈洪绶以及金陵八家等著名画家，也都受他的影响。 
蓝瑛擅长山水、花卉、兰石，早年师法唐宋元诸名家，尤以习黄公望最有心得，对当代前辈沈周的画也热心效法，笔致工整细润，墨色清淡妍静。对郭熙、李唐、马远也精心研究过。中年于传统画风基础上形成自己的独特风貌，笔墨雄浑苍劲，用笔有顿挫，线条粗犷。善写秋景。在作品的题款中，常署仿某家之作，如“仿李成”、“法荆浩”、“仿张僧繇”、 “用云法”等，实则所画都是他自己的面目。他的画作多为大幅山水立轴，图式以高远为主，画法常作青绿没骨山水，设色鲜艳突目，或水墨小青绿淡着色山水。所画青山、白云、红树，运用石青、石绿、朱砂、赭石、铅粉诸色，点染别致，为明代晚期富有变化的山水作品。

## 传世作品
- 《云壑藏渔图》北京故宫博物院藏
- 《白云红树图》北京故宫博物院藏
- 《一江秋水图》美国普林斯頓大學藝術博物館藏
- 《仿梅花道人山水图》 日本桥本末吉藏
- 《秋林逸居图》旅顺市博物馆藏
- 《仿倪瓒山水图》河北省石家庄市文物管理所藏
- 《华岳秋高图》上海博物馆藏
- 《秋禽图》上海博物馆藏
- 《销夏图》上海博物馆藏
- 《秋林觅句图》上海博物馆藏
- 《仿黄公望山水》上海博物馆藏
- 《山水十二屏掛軸》香港藝術館藏
- 《仿宋元山水图》山西省博物馆藏
- 《秋景山水图》 日本静嘉堂文库藏
- 《溪山秋色图》天津艺术博物馆藏
- 《松萝晚翠轴》天津艺术博物馆藏
- 《溪山雪霁图》臺北國立故宮博物院藏
- 《万壑清声图轴》浙江省博物馆藏